# Symplocostoma bandaense
Symplocostoma bandaense is een rondwormensoort uit de familie van de Enchelidiidae.